# Hardeep Kaur
Hardeep Kaur (* 17. Februar 1977) ist eine ehemalige indische Leichtathletin, die sich auf den Hammerwurf spezialisiert hat.

## Sportliche Laufbahn
Erste internationale Erfahrungen sammelte Hardeep Kaur im Jahr 2002, als sie bei den Commonwealth Games in Manchester mit einer Weite von 55,98 m in der Qualifikationsrunde ausschied. Anschließend gewann sie bei den Asienmeisterschaften in Colombo mit 57,82 m die Bronzemedaille hinter der Chinesin Gu Yuan und Huang Chih-feng aus Taiwan gewann. Daraufhin nahm sie an den Asienspielen in Busan teil und belegte dort mit 59,36 m den vierten Platz. Im Jahr darauf gelangte sie bei den Asienmeisterschaften in Manila mit 58,18 m auf Rang fünf und wurde anschließend bei den Afro-Asiatischen Spielen in Hyderabad mit 58,11 m Vierte. 2006 nahm sie erneut an den Asienspielen in Doha teil und klassierte sich dort mit 56,41 m auf dem sechsten Platz. 2010 gelangte sie bei den Commonwealth Games im heimischen Neu-Delhi bis ins Finale und belegte dort mit 59,96 m den zehnten Platz, ehe sie bei den Asienspielen in Guangzhou mit einem Wurf auf 60,54 m Rang vier erreichte. Im März 2012 bestritt sie in Delhi ihren letzten offiziellen Wettkampf und beendete daraufhin ihre aktive sportliche Karriere im Alter von 35 Jahren.
In den Jahren von 2001 bis 2003 wurde Kaur indische Meisterin im Hammerwurf.